# 东风-17高超音速弹道导弹
东风-17高超音速弹道导弹（DF-17）是中华人民共和国开发的实用性陆军战术高超音速乘波体临近空间弹道导弹，改进自东风-16B型弹道导弹，配有高超音速弹头，于2019年中华人民共和国70周年国庆阅兵式上首次向公众展示，是一种全天候、无依托、强突防的可对中近程目标实施精确打击的高超音速武器，這也意味著中華人民共和國成為世界上第一个装备高超音速武器的国家，而东风-17也成为第一个具备初始作戰能力的高超音速武器。

## 概述

通过助推-滑翔这一原理可产生弹跳，使得导弹两次，甚至多次进入大气层。

东风-17是一款高超音速武器，被认为是中国大陆反介入/拒止战略武器的一环。复杂的飞行轨迹使得对东风-17的拦截变得非常困难，增加了其打击目标的成功率。由于弹头形状的改进，弹头载荷的减少，使得东风-17的射程大大增加，其打击目标是对方重要反导防空系统等高价值目标。
2018年初新华社曾刊登一份报道，称火箭军分别于2017年11月1日和15日，对一款名为东风-17的新型“高超声速滑翔飞行器”进行了两次试射；导弹成功击中目标，且弹头击中的位置离目标靶心只有数米远，其精度超过现役的任何一款导弹。并披露了这是一款中程、弹道式、单级、常规导弹。且采用垂直发射，大部分飞行轨迹是按照抛物线飞行，根据作战需要可以在再入大气层的前后进行滑翔变轨飞行。

## 載體
先前媒体推测东风-17搭载的战术弹头很可能是早前曝光的WU-14高超音速飞行器，后者从2014年起陆续进行过6次发射实验。WU-14从地面搭载火箭发射后，与火箭助推器分离，然后再入大气层进行无动力高速飞行。据称其速度高达10马赫（约12,359公里/小时）。近日有媒体认为，东风-17采用的是大气层内起滑技术：导弹在上升到预定高度后关闭发动机，依靠自身重力实现转弯，使用火箭发动机横向加速达到滑翔速度后开始滑翔，使对手无法从远距离对其进行侦测。东风17型导弹专为美国战区反导系统开发的可以预期构筑中国的快速打击体系。另有媒体报道：根据东风-17以往的试射时间和距离计算，其飞行速度高达6800米/秒（20马赫）。

## 研制
东风-17研制过程中，研发人员在JF12激波风洞测试其空气动力性能。后者是中国科学院于2012年建成的一项风洞测试装置，可以吹出5-9马赫模拟风，温度可达摄氏3000度左右，完全模拟弹头在高超音速飞行中所经受的恶劣环境。

## 戰略影響
2019年12月27日，就在東風-17公開亮相近3個月後，俄羅斯宣佈其首個裝備先鋒高超音速的導彈團正式進入戰備值班。
2020年3月，美国国防部提出加快常规武装高超音速滑翔飞行器（HGV）的发展，以跟上中国的发展步伐。前美国国防部主官發展與工程的副部长迈克尔·格里芬（英語：Michael Griffin）向美國众议院軍事委員會提出，美国需要开发高超音速武器以“让我们能够与我们的对手匹敌” 。